# Schutzstreifen
Als Schutzstreifen bezeichnet man ein Gebiet entlang von Trassen von Straßen, Eisenbahnstrecken, Hochspannungsleitungen, Pipelines oder Grenzanlagen, in dem eine Bebauung oder das Betreten, landwirtschaftliche Nutzung und Verkehrswege nicht erlaubt oder nur eingeschränkt möglich sind. Innerhalb des Schutzstreifens dürfen sich Bauwerke befinden, die dem eigentlichen Betrieb der Trasse dienen oder ihn nicht behindern, so zum Beispiel Lärmschutzwände entlang von Autobahnen und Schnellfahrstrecken, Steuerleitungen und Verdichterstationen entlang von Gaspipelines und Pumpstationen entlang von Erdölpipelines, Steuer- und Nachrichtenkabel entlang von Eisenbahnen, Bauten und Bäume unter Hochspannungsfreileitungen, wenn ein Spannungsüberschlag ausgeschlossen werden kann.
Betreiber von Pipelines überfliegen in Deutschland ihre Trasse täglich. Nicht angemeldete Tiefbauarbeiten im Schutzstreifen werden durch diese Kontrolle sofort unterbunden. Beim Bau parallel zur Pipeline verlaufender Trassen anderer Netzbetreiber sind je nach Betreiber, Größe und Risiko der Pipeline unterschiedlich breite Abstände einzuhalten. Bei Querungen von Pipelines prüft der Betreiber der Pipeline die Wiederherstellung des Kathodenschutzes. Bei Querungen von Eisenbahnen lässt der Schienenverkehrsbetreiber durch den querenden Netzbetreiber vor, während und in bestimmten Abständen nach den Tiefbauarbeiten die genaue Gleislage vermessen.

## Geschichte
Bereits von römischen Wasserleitungen im Rheinland und ähnlichen Einrichtungen nach Nîmes und Lyon in Frankreich ist folgende Verbotstafel bekannt:

„Auf Geheiß des Kaiser Caesar Trajanus Hadrianus Augustus ist niemandem das Pflügen, Säen oder Pflanzen gestattet innerhalb des Raumes, der zum Schutz der Wasserleitung bestimmt ist.“